# Labinot Harbuzi
Labinot Harbuzi (ur. 4 kwietnia 1986 w Lund, zm. 11 października 2018) – szwedzki piłkarz pochodzenia kosowskiego, który grał na pozycji ofensywnego pomocnika.

## Kariera klubowa
Swoją karierę piłkarską Harbuzi rozpoczął w klubie Malmö BI. Następnie trenował w Falkenbergs FF i Malmö FF, a w 2002 wyjechał do szkółki piłkarskiej Feyenoordu. W 2003 stał się członkiem pierwszego zespołu Feyenoordu, jednak nie zadebiutował w nim. W sezonie 2004/2005 był wypożyczony do drugoligowego Excelsioru Rotterdam.
W 2006 Harbuzi wrócił do Szwecji i został zawodnikiem Malmö FF. Swój debiut w nim zanotował 28 sierpnia 2006 w zwycięskim 4:2 domowym meczu z Örgryte IS. W zespole Malmö występował do lata 2009.
Latem 2009 Harbuzi przeszedł do Gençlerbirliği SK. W tureckiej lidze zadebiutował 16 sierpnia 2009 w wygranym 3:0 wyjazdowym meczu z Ankarasporem. Zawodnikiem Gençlerbirliği był do końca 2011.
W 2012 Harbuzi został zawodnikiem Vestelu Manisaspor. Swój debiut w Manisasporze zaliczył 29 stycznia 2012 w przegranym 1:2 wyjazdowym spotkaniu z Karabüksporem. W Manisasporze grał przez pół roku.
W połowie 2012 Harbuzi podpisał kontrakt z zespołem Syrianska FC. Zadebiutował w nim 14 września 2012 w domowym meczu z IFK Norrköping (1:2). Po zakończeniu sezonu 2012 rozwiązał kontrakt z Syrianską. W 2013 był zawodnikiem KSF Prespa Birlik.
13 listopada 2015 dołączył do malezyjskiego klubu Melaka United, gdzie występował przez jeden sezon.
| Sezon   | Klub                | Kraj     | Rozgrywki      | Mecze | Bramki |
| ------- | ------------------- | -------- | -------------- | ----- | ------ |
| 2003/04 | Feyenoord Rotterdam | Holandia | Eredivisie     | 0     | 0      |
| 2004/05 | Excelsior Rotterdam | Holandia | Eerste divisie | 9     | 0      |
| 2005/06 | Feyenoord Rotterdam | Holandia | Eredivisie     | 0     | 0      |
| 2006    | Malmö FF            | Szwecja  | Allsvenskan    | 6     | 0      |
| 2007    | Malmö FF            | Szwecja  | Allsvenskan    | 12    | 0      |
| 2008    | Malmö FF            | Szwecja  | Allsvenskan    | 19    | 2      |
| 2009    | Malmö FF            | Szwecja  | Allsvenskan    | 13    | 2      |
| 2009/10 | Gençlerbirliği SK   | Turcja   | Süper Lig      | 22    | 4      |
| 2010/11 | Gençlerbirliği SK   | Turcja   | Süper Lig      | 14    | 0      |
| 2011/12 | Gençlerbirliği SK   | Turcja   | Süper Lig      | 4     | 0      |
| 2011/12 | Vestel Manisaspor   | Turcja   | Süper Lig      | 5     | 0      |
| 2012    | Syrianska FC        | Szwecja  | Allsvenskan    | 3     | 0      |

## Kariera reprezentacyjna
W swojej karierze Harbuzi grał w młodzieżowych reprezentacjach Szwecji: U-17, U-19 i U-21. W 2009 roku wystąpił z kadrą U-21 na mistrzostwach Europy U-21.